# Asplenium psychropolitanum
Asplenium psychropolitanum är en svartbräkenväxtart som beskrevs av Herman Johannes Lam och Verhey. Asplenium psychropolitanum ingår i släktet Asplenium och familjen Aspleniaceae. Inga underarter finns listade.